# Peterborough
Peterborough es una ciudad catedralicia en el condado de Cambridgeshire, Inglaterra (Reino Unido), situada a 118 kilómetros al norte de Londres. En 2021, contaba con una población de 215.700 habitantes. En la catedral de Peterborough están enterradas Catalina de Aragón y María I de Escocia.

## Historia
Peterborough fue conocida antaño como Medeshamstede, posiblemente un asentamiento anglosajón anterior al año 655, cuando Saxwulf fundó un monasterio con el apoyo de Peada de Mercia, converso cristiano y dirigente de un pequeño grupo anglosajón de la Anglia Media. La iglesia de la abadía fue reconstruida y ampliada en gran medida en el siglo XII. 
La Crónica de Peterborough fue compuesta en el siglo XII por los monjes. de la abadía; contiene una valiosa información sobre la historia de Inglaterra tras la conquista normanda, Se trata de la única historia conocida escrita en prosa en inglés entre la conquista y finales del siglo XIV. El nombre de la ciudad cambió a Burgh a finales del siglo X, posiblemente después de que el abad Kenulf construyera una muralla alrededor de la abadía, una denominación que, con el tiempo, derivó a Peterborough. La ciudad no alcanzo la condición de municipio hasta el siglo XII. Los burgueses recibieron su primera carta del Abad Roberto -probablemente de Robert Sutton (1262-1273).. La iglesia de la abadía se convirtió en una de las nuevas catedrales laicas de Enrique VIII en 1541.
Cuando en el siglo XVII estalló la Guerra Civil Inglesa, Peterborough se dividió entre los partidarios del rey Carlos I y los partidarios del Parlamento Largo (conocidos como cabezas redondas). La ciudad estaba en la frontera de la Asociación del Este de los condados que apoyaron al Parlamento y la guerra llegó a Peterborough en 1643 cuando los soldados llegaron a la ciudad para atacar los bastiones realistas en Stamford y Crowland. Las fuerzas realistas fueron derrotadas en unas pocas semanas y se retiraron a Burghley House, donde fueron capturados y enviados a Cambridge. 
Históricamente, el decano y el capítulo, que sucedió al abad como señores de la casa, nombró a un agente judicial de alto, y alguaciles y demás funcionarios de la ciudad fueron elegidos en su leet tribunal, pero el término municipal se constituyó en 1874 bajo el gobierno de un alcalde, seis regidores y concejales de dieciocho años. Entre los privilegios reclamados por el abad ya en el siglo XIII fue el de tener una cárcel para delincuentes adoptadas en el Soke. En 1576 Mons. Edmundo Scambler vendió el señorío de los cientos de Nassaburgh, que fue coextensiva con el Soke, a la reina Isabel I, quien le dio a Lord Burghley, y desde ese momento hasta el siglo XIX, él y sus descendientes, los condes y marqueses de Exeter, había una cárcel separada para los presos detenidos en el Soke. El abad anteriormente había celebrado cuatro ferias, de las cuales dos, la Feria de San Pedro, concedida en 1189 y posteriormente a cabo el segundo martes y los miércoles de julio, y el Brigge Feria, otorgado en 1439 y más tarde se celebra el primer martes, miércoles y jueves de octubre, fueron adquiridos por la corporación de los Comisarios Eclesiásticos en 1876. La Feria del puente, ya que ahora se conoce, concedida a la abadía por el rey Enrique VI , sobrevive.Oraciones para la apertura de la feria se dijo una vez en el servicio de la mañana en la catedral, seguida por una proclama cívica y una salchicha almuerzo en el Ayuntamiento que todavía se lleva a cabo. El alcalde lidere una procesión desde el Ayuntamiento a la feria, donde se lee el anuncio, pidiendo a todas las personas a "actuar con sobriedad y civilmente, ya que paguen sus cuotas justas y las demandas de acuerdo a las leyes del reino y los derechos de la Ciudad de Peterborough. "

## Ciudades hermanadas
- Alcalá de Henares  España
- Bourges  Francia
- Forli  Italia
- Viersen  Alemania
- Vínnytsia  Ucrania